# ساجوك
ساجوك ((هانغل: 사극; هانجا: 史劇) ؛ ) في كوريا يدل مصطلح ساجوك على الأعمال الدرامية التاريخية، بما في ذلك التقليدية الدراما المسرحيات والأفلام أو المسلسلات التلفزيونية. في الأدب الإنجليزي، يشير الساجيوك عادتاً إلى الأفلام التاريخية والمسلسلات التلفزيونية (من كوريا الجنوبية). في كوريا الشمالية، تسمى الدراما التاريخية الكورية الجنوبية عمومًا 고전 영화 (古典 映 畫 gojeon yeonghwa) أو الفيلم الكلاسيكي.
أول فيلم تاريخي معروف، قصة تشون هيانغ تم تصويره عام 1923، أخرجه صانع أفلام ياباني. كان أول فيلم كوري صوتي. بدأت أفلام الساجوك في الازدهار، بين عامي 2012 و 2015 أنتجت السينما الكورية خمسة سيجوك حطمت الرقم القياسي البالغ 10 ملايين مشاهدة. اعتبارًا من يونيو 2016، كان الفيلم الكوري الجنوبي الأعلى ربحًا هو أيضًا دراما تاريخية: The Admiral: Roaring Currents .
المسلسل التلفزيوني الأول، a sageuk ، من كوريا الجنوبية تم بثه على قناة نظام البث الكوري الحكومية في عام 1962، بعنوان Gukto malli . في السبعينيات، على عكس العقد السابق، صورت المسلسلات التلفزيونية التاريخية أبطالًا قوميين مثل إي سن شن أو سيجونغ العظيم ملك جوسون. السلسلة المميزة للثمانينيات كانت جوسونوانغجو 500 نيون («500 عام من جوسون»). سيطرت الأعمال الدرامية المعاصرة على التسعينيات من حيث الشعبية وتصنيفات المشاهدة، على الرغم من إنتاج عدد من أفلام الساجيك عالية الجودة. شهد العقد الأول من القرن الحادي والعشرين ولادة نوع "fusion sageuk" الذي غير نوع المسلسلات التاريخية في كوريا الجنوبية. بعض الأعمال الهامة من هذه الفترة هي هور جون و دامو و جوهرة القضر و Queen Seondeok .
تشمل الموضوعات الشائعة في sageuk عناصر من الفولكلور الكوري والأساطير، والأمراء المشهورين أو سيئي السمعة والملوك والأبطال الوطنيين والنساء المشهورات.

## التاريخ

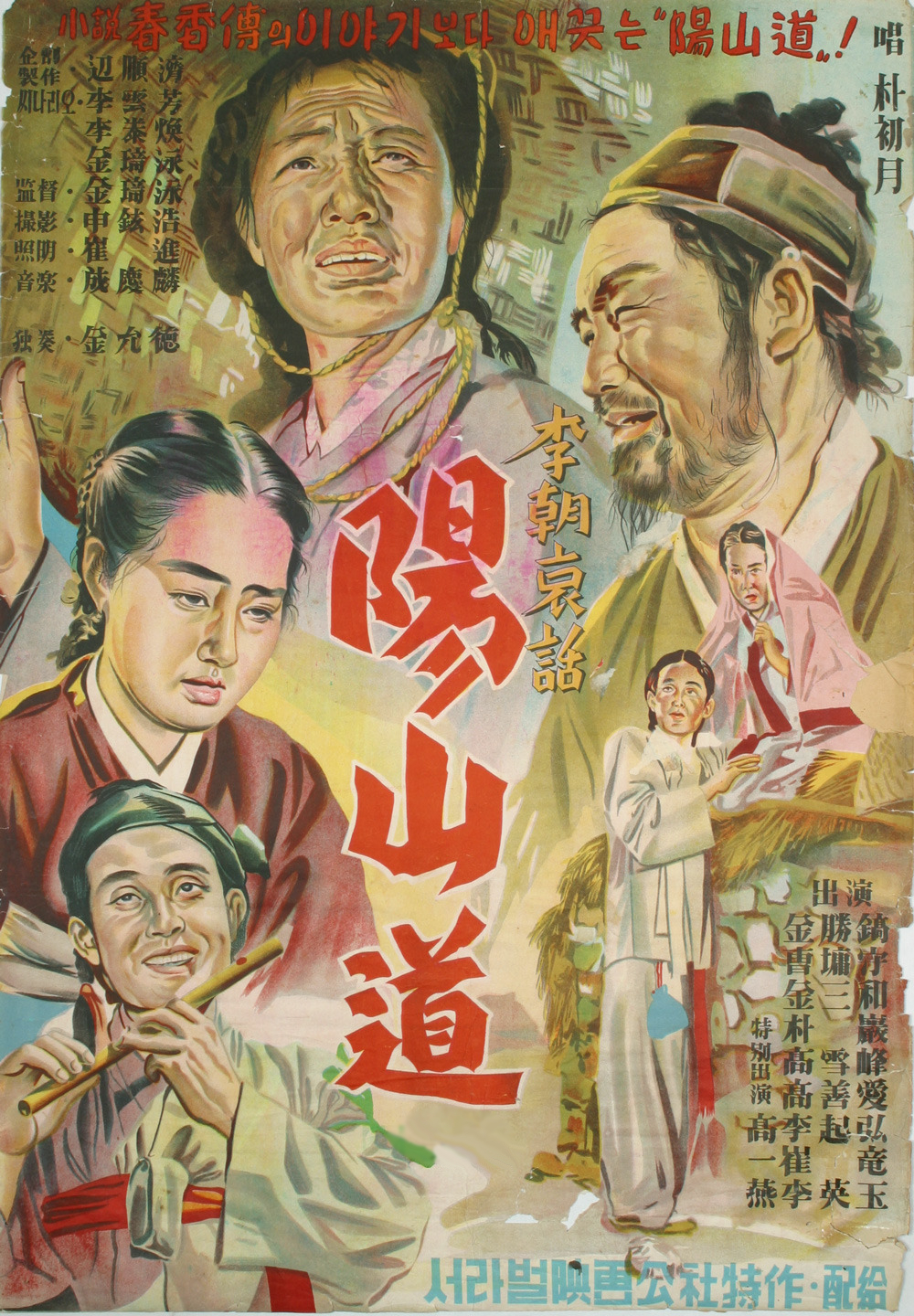
ملصق مقاطعة يانغسان من عام 1955

### البدايات
كان الفيلم الأول الذي يمكن اعتباره حكيمًا هو قصة تشون هيانغ ، الذي أخرجه صانع الأفلام الياباني كوشو هاياكاوا (in 19) في عام 1923. تعد قصة تشون هيانغ عنصرًا شائعًا في الفولكلور الكوري. في السينما الكورية أيضًا، حيث أنتج أكثر من عشرة تعديلات في الأفلام والمسلسلات التلفزيونية. ترتبط بعض المعالم السينمائية أيضًا به، على سبيل المثال كان فيلم Chunhyangcheon (춘향전) للمخرج Lee Myeong-woo في عام 1935 أول فيلم صوتي كوري. منذ عام 1940، انخفض عدد الأفلام الكورية، بسبب السياسات الاستعمارية اليابانية التي تحظر الأفلام بخلاف الأفلام الدعائية. فر العديد من صانعي الأفلام من البلاد، واضطر الباقون للانضمام إلى المعسكر الموالي لليابان. بعد انتهاء الحرب العالمية الثانية، احتفل صانعو الأفلام بالاستقلال ولم يصنعوا قطعًا تاريخية.